# Club Sportivo Cagliari 1929-1930
Questa voce raccoglie le informazioni riguardanti il Club Sportivo Cagliari nelle competizioni ufficiali della stagione 1929-1930.

## Rosa
| N. |                   | Ruolo | Calciatore          |
| -- | ----------------- | ----- | ------------------- |
|    | Italia (bandiera) | C     | Eretteo Aiello      |
|    | Italia (bandiera) | A     | Natale Archibusacci |
|    | Italia (bandiera) | D     | Giovanni Borgato    |
|    | Italia (bandiera) | C     | Aldo Chiaroli       |
|    | Italia (bandiera) | C     | Giuseppe Cusano     |
|    | Italia (bandiera) | P     | Renato Dellacà      |
|    | Italia (bandiera) | C     | Emilio Fadda        |
|    | Italia (bandiera) | P     | Pietro Forotti      |

| N. |                   | Ruolo | Calciatore         |
| -- | ----------------- | ----- | ------------------ |
|    | Italia (bandiera) | C     | Aldo Fradelloni    |
|    | Italia (bandiera) | A     | Tonino Fradelloni  |
|    | Italia (bandiera) | D     | Raffaele Giraud    |
|    | Italia (bandiera) | D     | Ilio Guerrini      |
|    | Italia (bandiera) | D     | Michele Puligheddu |
|    | Italia (bandiera) |       | Traverso           |
|    | Italia (bandiera) | A     | Aldo Toschi        |
|    | Italia (bandiera) | C     | Dante Valentino    |